# Смолянинов, Василий Иванович
Василий Иванович Смолянинов — советский хозяйственный, государственный и политический деятель.

## Биография
Родился в 1923 году. Член КПСС.
В 1941—1979 — рабочий угольного карьера, машинист экскаватора на Храмцовском разрезе, машинист, старший машинист экскаватора Сафроновского угольного разреза треста «Востсибуголь» Министерства угольной промышленности СССР.
Депутат Верховного Совета СССР 8-го и 9-го созывов.
Умер в 2009 году в Черемхове.

## Награды
- Орден Ленина
- Орден Октябрьской Революции
- Орден Трудового Красного Знамени